# アマモ
アマモ（甘藻 Zostera marina）は、北半球の温帯から亜寒帯にかけての水深二 - 数メートルの沿岸砂泥地に自生する海草の一種。日本でも各地に分布する。雌雄同株で多年生の顕花植物であり、胞子で増える藻類ではなく、海中に生える種子植物である。

## 名の由来
和名は、地下茎を噛むとほのかに甘いことに由来するが、「海藻（あまも）」に通じるとの説もある。
岸辺に打ち上げられた葉の様子から、リュウグウノオトヒメノモトユイノキリハズシ（龍宮の乙姫の元結の切り外し）という別名をもつが、これは最も長い植物名として知られる。ただし、長大語の実例として言及されることは多いものの、実際に使用されることはほとんどない。NHKアニメ『はなかっぱ』の「早口でいってみよう！」に出てくる植物でもある。
英名 eel grassは「ウナギ草」の意で、細長い葉に由来する。なお、アメリカ先住民族の一部はアマモ属を食用にする。

## 特徴

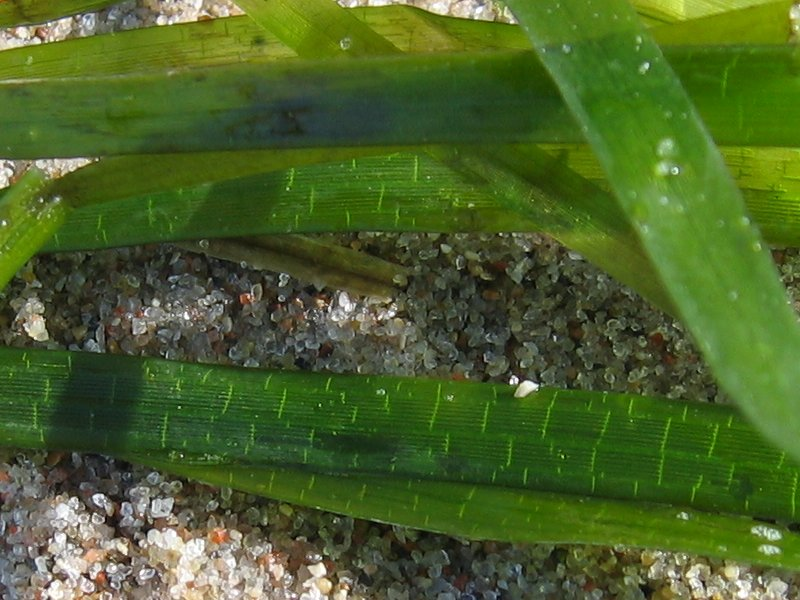
葉の部分の拡大

アマモは胞子で増える藻類ではなく、海中に生える種子植物である。海産藻類を海藻と言うのと区別するために、アマモなど草本性かつ沈水性の海産種子植物を海草と呼ぶことがある。
イネ科と同じ単子葉類の草本であり、節のある長い地下茎とヒゲ状の根、イネに似た細長い葉をもつ。葉は緑色で、先端はわずかに尖り、5 - 7本の葉脈が先端から根元まで平行に走る。葉は長さ20 - 100センチメートル、幅3 - 5ミリメートル。
多くの器官が退化して雌しべ・雄しべのみとなった小さな白い花を咲かせ、結実して米粒大の黒い種子を作る。種子は発芽に際して一定時間淡水にさらされる必要があることが知られており、自然条件では河口から流れ込む淡水などがアマモ種子の発芽に必要な淡水を供給している可能性があるとされる。また、種子以外に地下茎の分枝・伸長によっても増える。
いくつかの近縁種があり、コアマモやウミヒルモは砂泥干潟の潮間帯、エビアマモは岩磯の潮下帯、スガモは寒帯の岩礁、潮下帯にアマモ、熱帯ではウミショウブなどという棲み分けが見られる。
アマモの生育には水質や砂泥質の底質が清浄であること、人工構造物によって海岸線や浅海域がかく乱されていないことなどが必要なため、海岸の指標生物ともされる。

## アマモ場

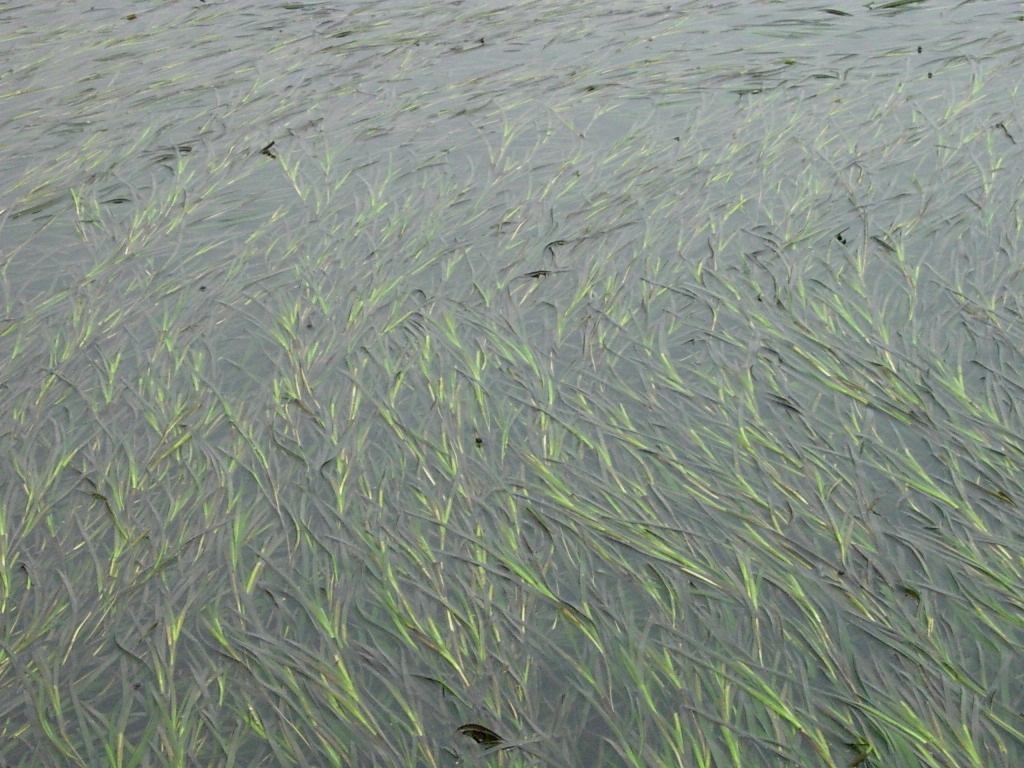
アマモ場

アマモは沿岸砂泥域における主要な一次生産者である。同属のコアマモと同様、遠浅の砂泥海底に「アマモ場（ば）」あるいは「藻場（もば）」と呼ばれる大群落を作る。アマモ場は潮流を和らげ、外敵からの隠れ場ともなるため、魚類や頭足類の産卵場所、または幼稚魚や小型動物の生息場所となる。また、富栄養化のもととなる窒素やリンを吸収し、水質浄化の面でも重要な役割を果たしている可能性がある。
アマモのバイオマスを直接消費する動物はジュゴンやハクチョウなど限られているが、アマモの葉はその生育期間に次々に更新し、大量の枯死した葉が生じる。この枯死したアマモの葉は、微生物によって分解し、デトリタス（デトライタス）と呼ばれる様々な微生物が繁殖した有機物片となる。このデトリタスが貝類や甲殻類のような様々な底生動物（ベントス）の餌となり、これらの底生動物は魚類などの餌となる。
アマモ、またはその近縁種に依存する生物群としては以下のようなものがいる。
- 海藻 - 無節サンゴモ、オゴノリなど
- 頭足類 - イイダコ、ヒメイカ、ダンゴイカなど
- 貝類 - シワホラダマシなど
- 魚類 - シロウオ、アミメハギなど
- 甲殻類 - 端脚類各種、クルマエビ科各種、コシマガリモエビ、ツノモエビ、ホソモエビ、スジエビモドキ、ホッカイエビ、マメコブシガニ、ガザミなど
- 昆虫類 - 砂浜海岸に生息するハマベゾウムシ、ゴミムシ類
- 爬虫類 - アオウミガメ[2]
- 哺乳類 - ジュゴン

## 人とのかかわり
先述のようにアマモ場は海岸の多くの生物にとって重要な生活環境だが、人間の経済活動による沿岸域の埋め立て、護岸工事、水質汚濁等で減少している地域が少なくない。アマモ場の減少は、海洋環境の悪化の結果であるとともに、その減少がさらなる環境悪化の大きな一因ともなり、漁業資源の減少にもつながる可能性が指摘される。
そのため、アマモ場の復元を目指す試験や運動が全国的に行われつつある。神奈川県金沢八景の野島海岸のグループ、愛媛県の中予水産試験場などの試みは、その一例である。
ただし、本来アマモの個体群は海域ごとにその場の環境に適応して独自に進化した系統に分かれており、またその系統の遺伝的特性に合わせて進化した個体群からなる地域生物群集が形成されていると考えられる。このため、安易に他海域の系統を移植することでアマモ場の復元を行った場合、どのような影響をその海域の生態系にもたらすかは未知数である。このことから、復元を目指す海域以外からもたらされた株によるアマモ場復元に対する警鐘が研究者から出されている。
また、復元事業が盛んになる一方で、アマモ場自体、あるいは周辺の環境も含めたそれの生態系における機能についての基礎研究は十分とは言えない。

### 藻塩草
アマモは古くからもしおぐさ（藻塩草）とも呼ばれたが、この語は海藻・海草類を焼いて塩をつくる「藻塩焼き（もしおやき）」に使われる海藻・海草一般を指したもので、アマモのほか、「名告藻（なのりそ）」とも呼ばれたホンダワラなどをときに含む。
万葉集以来、和歌には藻塩焼きのうらさびしい情景がしばしば詠まれる。藻塩草は単に「藻（も）」として詠まれることもある。
来ぬ人を まつ帆の浦の 夕なぎに 焼くや藻塩の 身もこがれつつ　藤原定家
朝凪に あまの刈るてふ 藻塩草 たくや釜戸の 関といふらん　足利義満
さらに、藻塩焼きでは海藻・海草を「かき集めて」潮水を注ぐところから、和歌では「藻塩草」をしばしば「書く」「書き集める」に掛けて用い、また歌などの詠草を指すこともある。
これを踏まえて「藻塩草」と題した本は複数あるが、特に有名なのは、1513年（永正十年）ごろに、宗祇の弟子である連歌師の宗碩が編んだと言われる、大部の歌語辞典である。この書名も、歌語を「書き集めた」というところから来ている。また、手鑑「藻塩草」（京都国立博物館所蔵）は、国宝に指定されている。

### その他の利用法
海外では、屋根を葺く材料にしたり地下茎や種子を食用にしたりする例が報告されている。